# Sociedade Independente de Comunicação
Sociedade Independente de Comunicação (SIC), (portuguès per a Societat Independent de Comunicació), és el primer canal de televisió privatportuguès de Portugal. Les emissions van començar el 6 d'octubre del 1992 en tant que tercer canal generalista. De 1995 fins a 2005 va ser líder d'audiència fins a l'any 2005 quan va cedir el lideratge a TVI.

## Història
Als principi de l'any 1990 el govern d'en Cavaco Silva va anunciar un pla de liberalització els Mitjans de Comunicació portuguesos. Aquest Pla comptava amb el naixement del primer canal de televisió privat al país. Diversos grups editorials encapçalats pel president d'Impresa, Francisco Pinto Balsemão, es van unir de forma a poder triar entre les dues candidatures presentades a concurs. Finalment, SIC i TVI van aconseguir una nova freqüència de televisió.
Per poder llançar el canal, el grup va comptar amb el suport de Rede Globo (canal brasiler), que va ajudar SIC subministrant contingut exclusiu en telenovel·les. El 6 d'octubre del 1992 van començar les emissions regulars. Això va suposar la ruptura del monopoli d'aquella època encapçalat per Canal 1 i TV2 (les actuals RTP 1 i RTP 2), propietat d'RTP (Ràdio i Televisió Portuguesa) de l'estat. L'emissora va consolidar-se ràpidament, i al mes de maig del 1995 va liderar, fins i tot, en audiència entre les televisions privades.
SIC va aconseguir mantenir aquest lideratge durant 10 anys, fins que TVI va acabar per endur-se el pastís. Actualment el canal manté una programació generalista, i des del 2000 ha creat cadenes de televisió temàtiques per cable i en format 16:9, seguint així el fil de l'evolució del panorama actual televisiu.

## Canals SIC
- SIC
- SIC Notícias (SIC Notícies)
- SIC Mulher (SIC Dones)
- SIC Radical (SIC Radical)
- SIC Internacional (SIC Internacional)
- SIC K (SIC K)
- SIC HD (SIC HD)
- SIC Caras (SIC Caras)

## Canals que s'han deixat d'emetre
- SIC Comédia (SIC Comèdia), canal tancat des del 31 de desembre del 2006.
- SIC Gold (SIC Gold), posteriorment substituït per SIC Sempre Gold (SIC Sempre Gold) i finalment per SIC Comédia.
- SIC Indoor (SIC Indoor), que va tancar a causa de la voluntat d'acabar amb el projecte tant de la part de la SIC com de Sonae.

## Serveis SIC
SIC, com ja acostuma a passar amb altres cadenes del món, ofereix el seu servei en diferents plataformes, com ara el telèfon mòbil. Nogensmenys, d'entre les més destacades hi trobem les següents:
- SIC Portàtil
- SIC Teletext
- SIC Mobile
- SIC Wap
- SIC Música
- SIC Filmes (Pel·lícules)
- SIC Online

## Canvi de seu Informativa: SIC Matosinhos
En el Dia del 19è Aniversari de la Cadena SIC, es va procedir al canvi de seu informativa, a l'antic Escorxador de Matosinhos, on a més de fer els telenotícies, també emesos en SIC Notícias, convergeixen redaccions dels mitjans del grup Impresa, el Diari Expresso, les revistes Visão i Caras Portugal, el Portal AEIOU.pt i l'empresa de geolocalització i continguts digitals Infoportugal.